# Regenboogsprinkhaan
De regenboogsprinkhaan (Romalea guttata, vroeger bekend als Romalea microptera), is een sprinkhaan die voorkomt in de Verenigde Staten, voornamelijk in de staten Florida, Tennessee, Georgia, Alabama, Mississippi, Louisiana, Arkansas en Texas. De regenboogsprinkhaan bewoont redelijk droge habitats waaronder open bossen, zonnige velden en struikgewas.
Ze komen ook voor op cultuurgrond waar ze bestreden worden vanwege de schade die ze aanrichten aan de gewassen. Ze bereiken een grootte tot 7 cm.